# Праксител
Праксител (на старогръцки: Πραξιτέλης) е древногръцки скулптор, един от най-известните ваятели от IV век пр.н.е. Счита се, че Праксител е син на атинския ваятел Кефисодот Стари, и е роден в Атина около 390 г. пр.н.е. Баща на Кефисидот Млади – също скулптор.
Наред с Фидий, Поликлет Стари и Лизип, той е смятан един от най-велики скулптори на Класическия период. Праксител е работил както с бронз, така и с мрамор.

## Творчество
Автор е на знаменитата композиция „Хермес с младия Дионис“, изложена в Олимпийския музей и която е може би единствената оригинална негова статуя, позната към XX – XXI век, въпреки че по всяка вероятност и „Момчето от Маратон“ е негов оригинал.
Другите работи на Праксител са известни по римските им копия или по описания на антични автори. Сред тях са „Аполон Сауроктон“ (Аполон Гущероубиецът; като Аполон, канещ се да нападне Питон) (Ватикана), „Афродита Книдска“ (голата Афродита, намира се в музей на Ватикана; създадена ок. 340 пр. Хр.) и „Афродита от Кос“, „Артемида“ (Лувъра), „Афродита от Арл“ (Лувъра).
В Рим са изложени: „Флора, Триптолем и Деметра“ в Сервилиевия парк; на Капитолий – статуите на Благополучния изход и Добрата съдба, Менадите; Аполон и Посейдон.

## Афродита Книдска
В Античността една от статуите с най-голяма слава е била тази на Афродита Книдска – изработена от Праксител.
Той я изработва, след като жителите на егейския остров Кос му поръчват статуя на Афродита, богинята на любовта. Освен очаквания от тях традиционен вариант на облечена богиня (ко̀ра), той прави още една статуя, с която богинята е изобразена гола. Авангардният модел се вижда на купувачите по-скоро скандален и те вземат другия. Голата статуя е продадена на жителите на град Книдос (Книд), в областта Кария, Мала Азия и скоро се прочува. Владетелят на Византион, цар Никомед I от Витиния, предлага на жителите на Книд да им опрости дълговете, ако му отстъпят красивата скулптура, но те отказват.
Произведението на Праксител не се е запазило, но е познато от киндоски монети, с изображенията му. Благодарение на това, по-късно са направени копия, близки до оригинала.
- Афродита Книдска, Глиптотек, Мюнхен
- Хермес с младия Дионис, скулптура от Праксител, Археологически музей в Олимпия
- Аполон Сауроктон (Аполон Гущероубиецът), Лувъра
- Статуетка „Хермес с детето Дионис“ – реплика на елинския скулптор Проксител, Национален исторически музей, София.

„Литна към Книд, Китерея от Пафос през морски простори

искаше там да съзре своята статуя тя.

След като всичко огледа внимателно, скрита от поглед

смая се: 'Гола къде ме е Праксител видял?

Непозволеното не е поглеждал Праксител. Длетото

сбъдна Пафийката тъй както я Арес жела.“

/ Епиграма от Платон – Anth. Plan. 160 /